# 藤岡宗我
藤岡 宗我（ふじおか しゅうが）は、読売テレビのアナウンサー。

## 来歴・人物
山口県宇部市出身。
江戸時代から続くお寺に生まれ、小中高は野球部、大学では落語研究会に所属していた。
趣味は男性アイドルを応援することで自身のロールモデルとして河野純喜(JO1)の名を挙げている。また大橋和也(なにわ男子)も崇拝するアイドルの一人である。特技も「50音をもらえればおすすめの男性アイドルを力説できる」というもの。
2025年に読売テレビにアナウンサーとして入社し、同年6月22日の真相報道 バンキシャ!内のローカルニュースコーナーでデビュー。同期は増田陽名と吉澤真彩。

## 出演

### 現在の出演番組
- NNN 各種ローカルスポットニュース（不定期、『NNNストレイトニュース』など）
- かんさい情報ネットten.（不定期）